# Dompierre-sur-Nièvre
Dompierre-sur-Nièvre este o comună în departamentul Nièvre din centrul Franței. În 2009 avea o populație de 174 de locuitori.

## Evoluția populației
| An        | 1975 | 1982 | 1990 | 1999 | 2006 | 2009 |
| --------- | ---- | ---- | ---- | ---- | ---- | ---- |
| Populație | 212  | 195  | 173  | 152  | 170  | 174  |